# Liste der Baudenkmäler im Wuppertaler Wohnquartier Eckbusch
Die Liste der Baudenkmäler im Wuppertaler Wohnquartier Eckbusch enthält die denkmalgeschützten Bauwerke auf dem Gebiet von Wuppertal-Eckbusch in Nordrhein-Westfalen (Stand: November 2011). Diese Baudenkmäler sind in der Denkmalliste der Stadt Wuppertal eingetragen; Grundlage für die Aufnahme ist das Denkmalschutzgesetz Nordrhein-Westfalen (DSchG NRW).

## Auszug aus der Denkmalliste

### Eingetragene Baudenkmäler
| Bild           | Bezeichnung   | Lage                           | Beschreibung | Bauzeit                        | Eingetragen seit  | Denkmal- nummer |
| -------------- | ------------- | ------------------------------ | --- | ------------------------------ | ----------------- | --------------- |
| weitere Bilder | Wohnstallhaus | Eckbusch Auf den Hufen 1 Karte | Wohnhaus, zweigeschossig, in der 2. Hälfte des 18. Jahrhunderts erbaut in Fachwerkkonstruktion mit dem Hauseingang an der Traufseite, dem zentralen Dielenraum als Herd- bzw. Kaminraum, mit Pfettendachkonstruktion und Satteldach, bei dem das Fachwerk an der Hoffassade im Bereich des Erdgeschosses durch Ziegelmauerwerk ersetzt wurde. Gebäude diente vormals einer Umspannstation für Pferde (Relais-Station) mit Pferdeställen im Erdgeschoss, unmittelbar neben dem Gastraum mit stattlichen, noch originalem Kamin, der Rauchfangschürze und den Gästezimmern im Obergeschoss. Das Hofgebäude liegt im Grenzbereich der ehemaligen Bürgermeistereien Wülfrath, Hardenberg und Elberfeld und stand bis zur Gebietsreform auf Hardenberger bzw. Nevigeser Gelände; Zeugnis der Ortsgeschichte | 2. Hälfte des 18. Jahrhunderts | 20. November 1986 | 914             |
| weitere Bilder | Scheune       | Eckbusch Steinberg Karte       | Scheune des Gut Steinberg, eine D-Nummer mit Steinberg 1 (Gut Steinberg) | 1828                           | 28. November 1994 | 3609            |
| weitere Bilder | Hofeshaus     | Eckbusch Steinberg 1 Karte     | Gut Steinberg, eine D-Nummer mit Steinberg o. Nr. (Gut Steinberg Scheune) | 1784 bis 1785                  | 28. November 1994 | 3609 Wikidata   |